# Contrat d'affrètement
Un contrat d’affrètement (contract of affreightment en anglais) est conclu entre le fréteur et l’affréteur et a pour objet la mise à disposition d’un navire pendant un temps défini ou un trajet donné en contrepartie d'un paiement, le fret. Ce terme peut également être employé pour les affrètements aériens (chartering contract ou wet lease contract en anglais).

## Présentation
Le contrat d’affrètement se distingue du contrat de transport maritime, conclu entre un transporteur et un chargeur.
La matérialisation du contrat d’affrètement est la charte-partie (charter-party en anglais).

## En droit québécois
L'affrètement est défini à l'article 2001 du Code civil du Québec comme étant «  le contrat par lequel une personne, le fréteur, moyennant un prix, aussi appelé fret, s’engage à mettre à la disposition d’une autre personne, l’affréteur, tout ou partie d’un navire, en vue de le faire naviguer ». Le Code civil distingue entre le l'affrètement simple de l'article 2001 C.c.Q., l'affrètement coque-nue de l'article 2007 C.c.Q et l'affètement à temps de l'article 2014 C.c.Q. 